# Derechos de las mujeres en Arabia Saudita

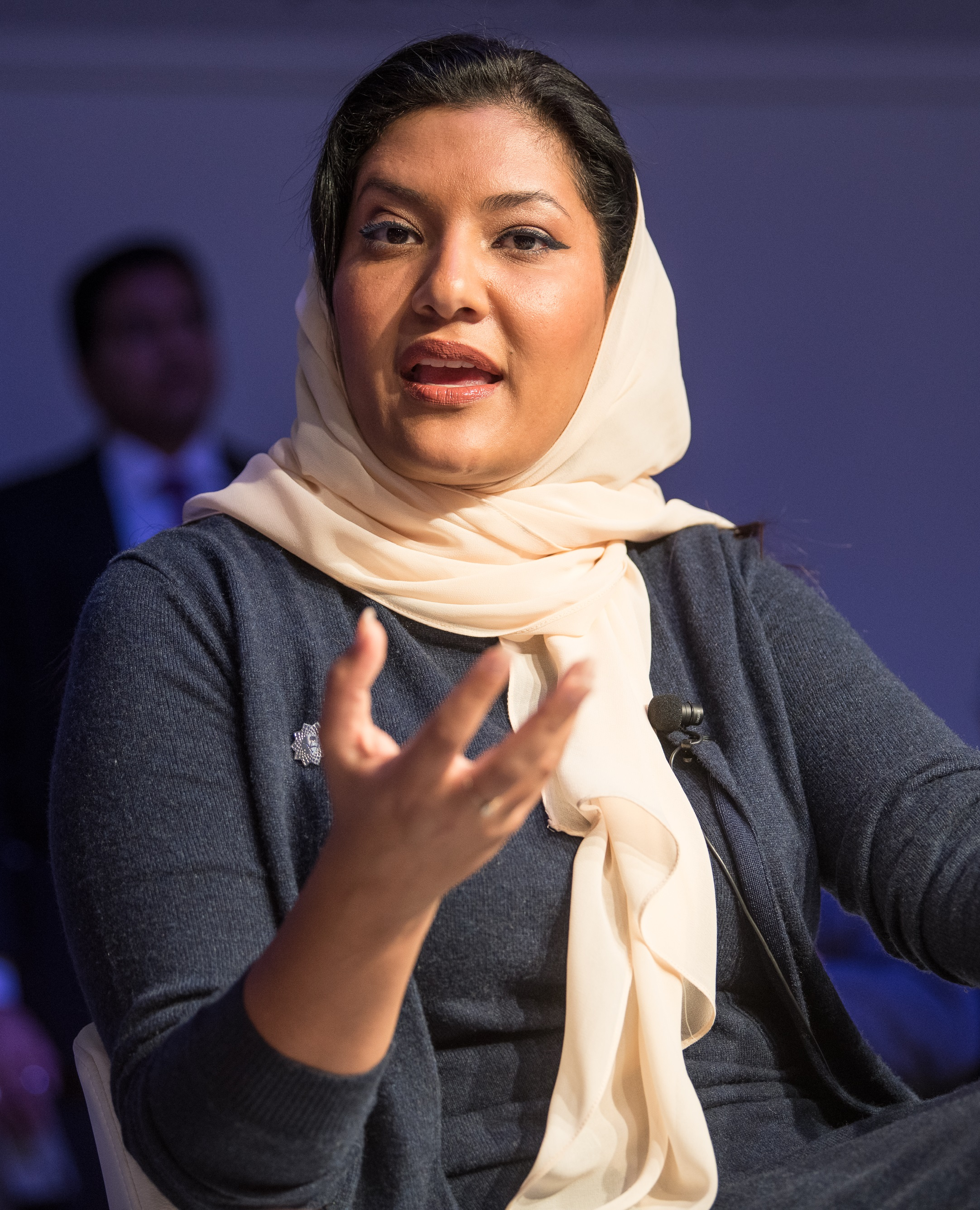
La embajadora saudí en Estados Unidos, la princesa Reema Bint Bandar, es la primera mujer saudí en ser nombrada embajadora.

Los derechos de las mujeres en Arabia Saudita se refieren a las leyes y la legislación que rigen los asuntos de las mujeres, su condición personal y sus condiciones sociales. Estos derechos experimentaron reformas radicales en agosto de 2019, tras años de ser limitados en comparación con los derechos de los hombres, debido al predominio del movimiento religioso, que se incrementó después de 1979. En 2013, el Foro Económico Mundial situó a Arabia Saudita en un puesto bajo en la lista de países en términos de igualdad de género (puesto 127 de 136). Sin embargo, las reformas que Arabia Saudita implementó posteriormente contribuyeron a mejorar su posición en el informe de 2018 del foro, ya que el porcentaje de cambio alcanzó el 59 % en términos de igualdad salarial y nivel educativo.  Las mujeres obtuvieron mayores derechos bajo el reinado del rey Salman, quien implementó reformas radicales que permitieron a las mujeres conducir en junio de 2018. En agosto de 2019, Arabia Saudita abolió el requisito de la aprobación de un tutor que se aplicaba para que una mujer obtuviera su pasaporte. También permitió la libertad de viajar sin restricciones tanto para hombres como para mujeres mayores de 21 años. Dos meses después (en octubre), abolió el requisito de que una mujer tuviera un mahram si vivía en un alojamiento turístico.
Arabia Saudita ha sido clasificado como uno de los mejores países del mundo en reformar leyes y regulaciones relacionadas con las mujeres, según el informe "Mujeres, Empresas y el Derecho 2020 y 2021" del Banco Mundial, gracias a las reformas aceleradas del Reino para empoderar a las mujeres saudíes. "La tasa de participación económica de las mujeres saudíes aumentó un 94 % durante el trienio de 2017 a 2020". %. 

## fondo
En la sociedad saudí, el Corán y la Sunna constituyen la constitución del Reino de Arabia Saudita. El Consejo de Expertos Superiores estudia numerosas cuestiones legales antes de implementarlas en el país. 

## La tutela y el sistema de "tutores"
En agosto de 2019, Arabia Saudita comenzó a tomar medidas efectivas para limitar la autoridad de tutela, la cual, según ciertas leyes, tradiciones y normas sociales, permitía a los parientes varones ejercer la tutela sobre las mujeres en diversos asuntos personales, como viajes, matrimonio y venta. Esto se destacó en un informe publicado por Human Rights Watch el 21 de abril de 2008, titulado “ Menores por siempre ”, que presentó a Arabia Saudita en ese momento como uno de los países con peores historiales en materia de derechos de las mujeres.  El gobierno saudí modificó varias condiciones relacionadas con las mujeres, alentándolas a obtener documentos de identidad nacionales y emitiendo leyes que les otorgaban acceso a la atención médica.
Según las enmiendas aprobadas por el Consejo de Ministros a finales de julio de 2019 a las regulaciones que rigen los documentos de viaje, los permisos de trabajo y la seguridad social, Arabia Saudita ha permitido a las mujeres obtener pasaportes sin condiciones. Ahora también pueden viajar después de cumplir los 21 años. Además, tienen derecho a declarar a un recién nacido como la madre y a solicitar un registro familiar al Departamento de Estado Civil. Las nuevas enmiendas tampoco distinguen entre hombres y mujeres en cuanto a la responsabilidad de los hijos menores, haciendo que las mujeres sean igualmente responsables de sus hijos junto con sus esposos si tienen hijos menores. En cuanto al ritual del Hajj, Arabia Saudita ha abolido el requisito de la presencia de un tutor durante el Hajj.

## el trabajo
Las mujeres saudíes trabajan en todos los sectores, con la excepción de profesiones y trabajos peligrosos y dañinos, como minas, canteras e industrias donde se convierten materiales, etc. En 2006, el Consejo de Ministros de Arabia Saudita decidió restringir el trabajo en tiendas de accesorios para mujeres a las mujeres saudíes, después de que anteriormente las oportunidades para ellas fueran limitadas. La tasa de desempleo entre las mujeres alcanzó el 80% en 2013, lo que llevó a Arabia Saudita a emitir varias decisiones para expandir la participación de las mujeres en el mercado laboral. Según un análisis de la Organización Internacional para la Justicia, el porcentaje de mujeres mayores de 15 años que trabajaban en Arabia Saudita aumentó al 22,3% a fines de 2018. La ausencia de leyes relacionadas con la igualdad de salarios y horas de trabajo entre hombres y mujeres contribuyó a reducir las oportunidades laborales para las mujeres. En enero de 2019, el Ministerio de Trabajo eliminó las diferencias salariales y fijó horarios de trabajo para las mujeres, lo que recientemente resultó en una disminución significativa del desempleo desde el cuarto trimestre de 2022 hasta el 15,4% en comparación con años anteriores (2019, 2020 y 2021).

## Participación política y pública
El 12 de diciembre de 2013, se emitió un decreto real que estipulaba que las mujeres debían ser miembros de pleno derecho del Consejo de la Shura y ocupar un mínimo del 20% de los escaños. El consejo actual incluye (30) mujeres de un total de 150 miembros del Consejo de la Shura Saudí.  También se aprobó la participación de las mujeres en la candidatura y la elección a los consejos municipales, a partir de la próxima sesión, que tendrá lugar en 2015. Las mujeres saudíes ocupan altos cargos en la administración pública y se han convertido en socias importantes de muchas organizaciones y asociaciones de la sociedad civil, como cámaras de comercio, clubes literarios y asociaciones de servicios sociales. En 2020, la Comisión Saudí para los Asuntos de las Dos Mezquitas Sagradas de La Meca y Medina nombró a diez mujeres para puestos de liderazgo en la presidencia de la comisión.

## Mujeres conduciendo coches
Arabia Saudita fue el único país del mundo que no permitía a las mujeres conducir, y la estricta prohibición continuó, especialmente en las ciudades, desde la fundación del Reino hasta que el rey Salman bin Abdulaziz emitió un decreto real el 26 de septiembre de 2017, permitiéndoles conducir dentro del Reino. El decreto estipulaba “la adopción de la aplicación de las disposiciones de la Ley de Tráfico y su reglamento ejecutivo, incluida la expedición de permisos de conducir, tanto para hombres como para mujeres, con inicio de su implementación el 10 de Shawwal de 1439 H, de conformidad con la sharia aprobada y los controles regulatorios”.  

## Deportes

### Permitir a las mujeres crear clubes deportivos
A principios de 2017, el Custodio de las Dos Mezquitas Sagradas, el Rey Salman bin Abdulaziz -que Dios lo proteja- concedió a las mujeres saudíes el derecho a establecer clubes femeninos, de acuerdo con las regulaciones y condiciones impuestas para el establecimiento de estos gimnasios, que estipulan la atención completa a todos los requisitos de salud pública dentro del centro deportivo. 

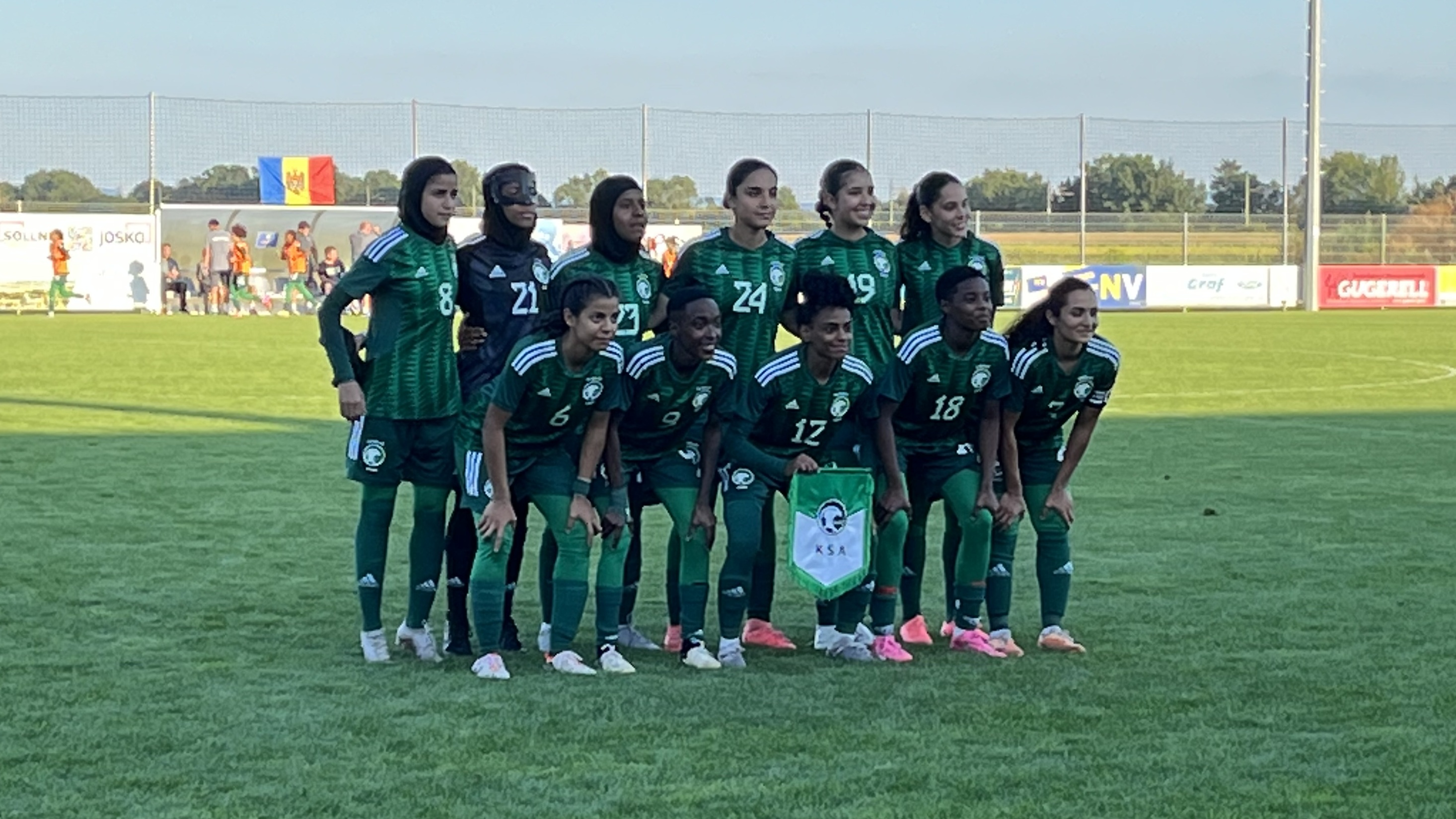
selección nacional femenina de Arabia Saudita

### Liga de Fútbol Femenino
En noviembre de 2021, la Federación de Fútbol de Arabia Saudita anunció el lanzamiento de la primera edición de la Liga de Fútbol Femenino de Arabia Saudita, una medida que se enmarca en el cronograma establecido por la Federación como parte de su programa de apoyo al fútbol femenino desde 2017. Los partidos se celebraron en tres ciudades: Riad, Yeda y Dammam, con seis equipos de cada región, con la excepción de Dammam, que tenía cuatro equipos (jugando en un sistema de liga de dos rondas). Cabe señalar que los clubes participantes de las tres regiones son: Al-Tahadi, Sama, Al-Himmah, Al-Siham Al-Zarqa, Al-Yamama (Central), Al-Asifa, Jeddah Eagles, Al-Quwwa Union, Al-Kurra Al-Musta'hala, Al-Laith Al-Abyad (Occidental), Sha'la Al-Sharqiya, Al-Mamlaka Mujeres, Al-Waha e Ittihad Al-Soor (Este).

### Contribuciones de las mujeres saudíes en el ámbito del deporte
Participación en los Juegos Olímpicos: La delegación saudí a los Juegos Olímpicos de Londres 2012 incluyó a la judoca Wojdan Shahrkhani y a la corredora Sarah Attar, quienes compitieron en los 800 m femeninos. Ambas atletas participaron por invitación del Comité Olímpico Internacional, y el Comité Olímpico Saudí las incorporó a la delegación.

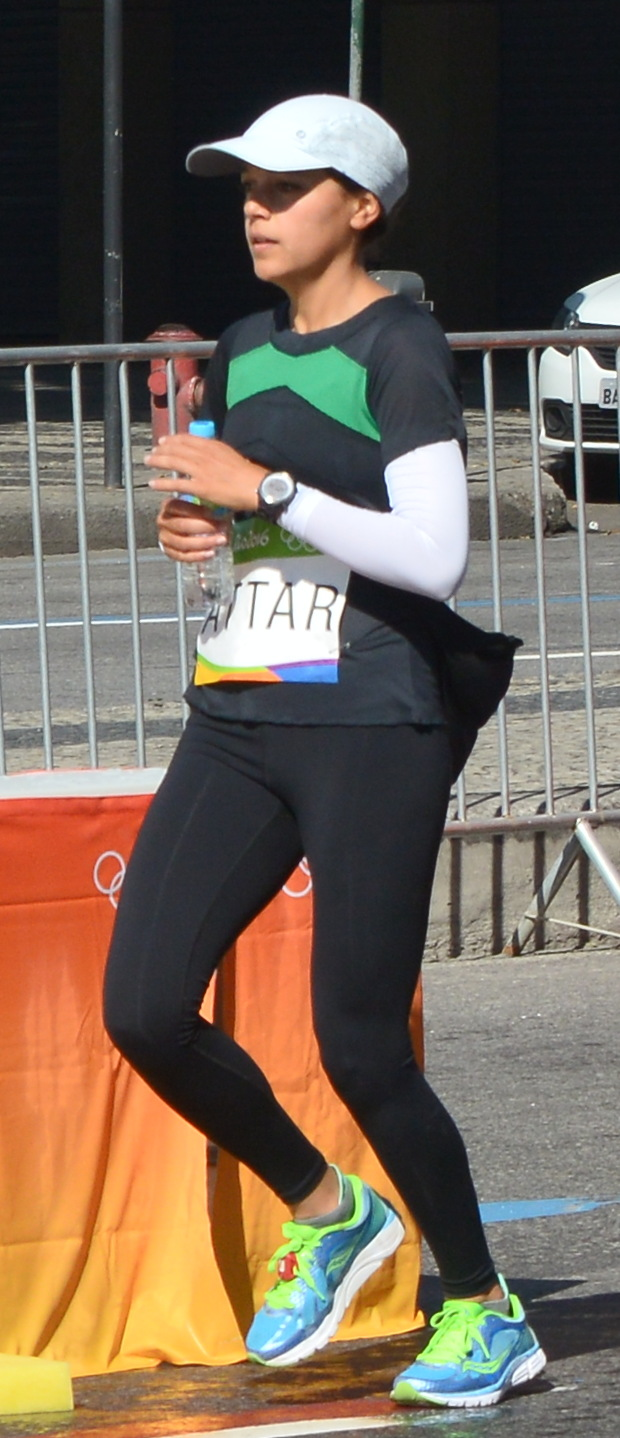
Sarah Attar

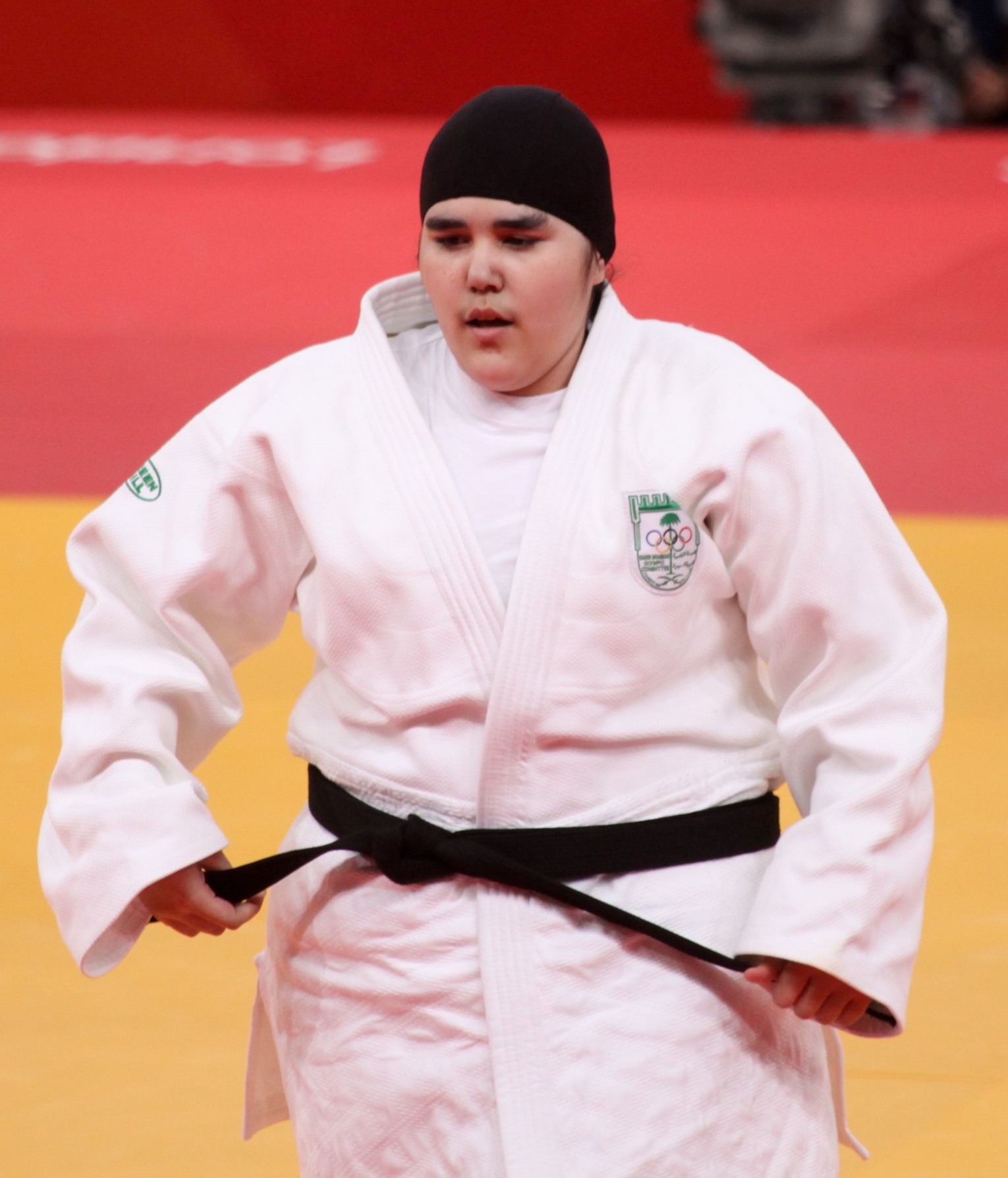
Wojdan Shaherkani